# Mariä Himmelfahrt (Maihingen)

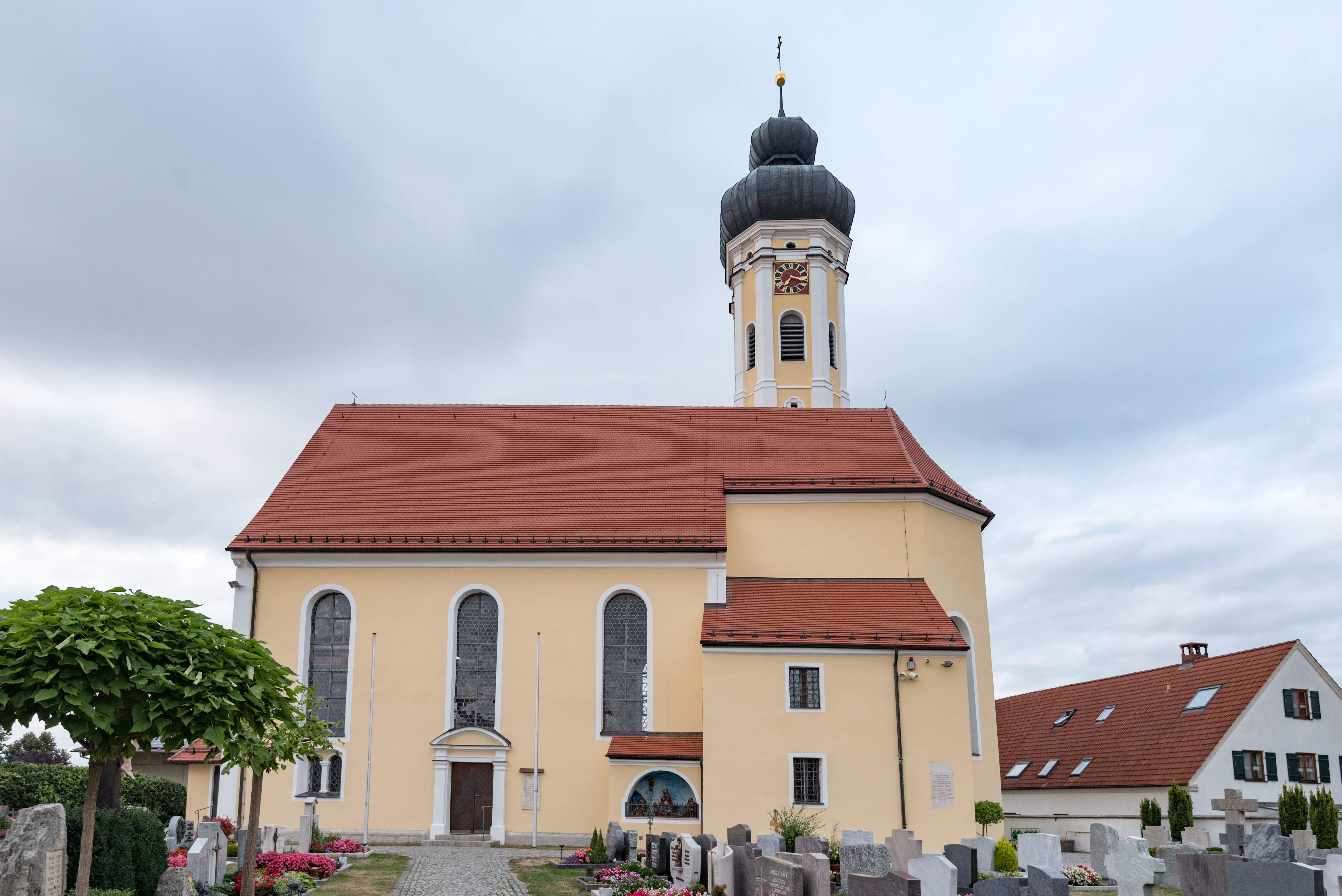
Mariä Himmelfahrt, Maihingen

Mariä Himmelfahrt ist eine römisch-katholische Pfarrkirche in Maihingen, einer Gemeinde im schwäbischen Landkreis Donau-Ries von Bayern. Das Bauwerk aus dem 18. Jahrhundert ist in der Liste der Baudenkmäler in Maihingen als Baudenkmal unter der Nr. D-7-79-176-4 eingetragen. Die Kirche gehört zum Dekanat Nördlingen des Bistums Augsburg.

## Beschreibung
Die Saalkirche wurde 1721/23 errichtet. Sie besteht aus einem Langhaus, einem eingezogenen, dreiseitig geschlossenen Chor im Osten und der Sakristei an der Südwand des Chors. Der Chorflankenturm auf quadratischem Grundriss an der Nordwand wurde 1769/73 nach Plänen von Johann Georg Hitzelberger neu gebaut wurde. Seine unteren vier Geschosse haben Lisenen an den Ecken. Sein achteckiges Geschoss, das den Glockenstuhl und die Turmuhr beherbergt, ist mit Pilastern an den Ecken versehen. Darauf sitzt eine Welsche Haube.